# Guido Caroselli
Guido Caroselli (Roma, 28 luglio 1946) è un meteorologo, giornalista e conduttore televisivo italiano.

## Biografia
Capitano dell'Aeronautica Militare, si specializza in meteorologia; quindi, entrato successivamente in RAI, vince il concorso indetto dall'azienda televisiva di Stato per sostituire il generale Edmondo Bernacca alla conduzione di Che tempo fa, trasmissione televisiva di meteorologia in onda sul primo canale.
Della rubrica meteorologica - che andava in onda su Rai 1 intorno alle 17:10 (e inizialmente intorno alle 19:30) e la notte in replica ad orario variabile - è stato il curatore e il conduttore dal 1980 al 30 giugno 2011.
Il 30 giugno 2011 si accomiatò dal pubblico, nell'ultima edizione del programma, rimanendo attivo nel web con un suo sito web e un blog. 
È stato fondatore e presidente della ONLUS Amici dell'Atmosfera - ora sciolta - nonché consigliere nazionale e membro del comitato scientifico di Legambiente.
Ha collaborato, come giornalista divulgatore, con "Il Giornale", "Il Messaggero", "L'Eco di Bergamo", "Nuova Ecologia", "Il Messaggero di Sant'Antonio", "Avvenire", "Corriere della Sera" e con altri quotidiani e periodici.

## Libri
- Il tempo per tutti. Meteorologia pratica per la terra e l'uomo, Milano, Mursia, 1995. ISBN 88-425-1926-X; Milano, Meteo Mursia, 2001. ISBN 88-425-2876-5
- Tempo, vita e salute, Milano, Garzanti, 2002. ISBN 88-11-67479-4; 2007. ISBN 978-88-425-3537-9
- Climatologia e ambiente, Amazon, 2016
- Fiumi, Il Sole 24 Ore, 2021. ISBN 978-88-6345-8473